# Schifaizfavoire - Dicionário de Português
Schifaizfavoire: Dicionário de Português é um livro de Mário Prata publicado em 1994, que aborda as diferenças linguísticas entre o português brasileiro e o português europeu. A obra, retrata com ironia o que diferencia em termos a língua que dois países tem em comum. Este livro foi escrito com base na vivência solitária do autor em Lisboa por dois anos.
Muitos interpretaram este livro como uma sutil crítica aos intelectuais e acadêmicos que pretendem unificar o idioma.